# باران ارغوانی (ترانه)
«باران ارغوانی» (به انگلیسی: Purple Rain) ترانه‌ای از پرینس هنرمند اهل ایالات متحده آمریکا با همراهی گروهش، «روولوشن» است که سال ۱۹۸۴ در آلبومی به همین نام و تحت عنوان موسیقی متن برای فیلمی به همین نام منتشر شد. ترانه «باران ارغوانی» از پرآوازه‌ترین آثار هنری قرن بیستم و شاهکاری از پرینس، هنرمند نام‌آور آمریکایی، به‌شمار می‌رود. این ترانه به‌عنوان یکی از نمادین‌ترین قطعات موسیقی در ژانر راک و پاپ شناخته می‌شود و به‌طور مداوم در فهرست برترین آهنگ‌های تاریخ موسیقی جای دارد. سبک ترانه آمیزه‌ای از موسیقی راک، آراندبی، گاسپل و موسیقی ارکسترال است.
این اثر توانست جایزه اسکار بهترین موسیقی فیلم را از آن خود کند و در فهرست‌های معتبری چون «رولینگ استون» در میان برترین ترانه‌های تمام تاریخ رتبه ۱۸ام را کسب کند. باران ارغوانی به‌خاطر ملودی مسحورکننده، سازبندی منحصر‌به‌فرد و اجرای زنده به‌یادماندنی پرینس در کنسرت‌ها، همچنان الهام‌بخش و محبوب در میان نسل‌های مختلف است. 
این ترانه، به‌عنوان سومین تک‌آهنگِ آلبوم، در چارت فرانسه، در رتبهٔ اول و در چارت‌های، نروژ، استرالیا، اسپانیا، فنلاند، سوئد، سوئیس، نیوزلند، اتریش، بریتانیا، جزو ده ترانهٔ اول قرار گرفت.